# クォドランス

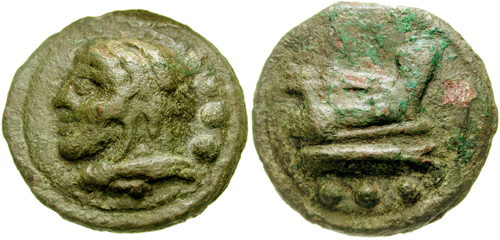
鋳造硬貨。表はヘールクレースの頭部と3つのペレット、裏面はガレー船の船首と3つのペレットが描かれている。

クゥアドランス（quadrans）は、古代ローマの青銅製小額硬貨で、アスの4分の1の価値である（"quadrans" はquarterの意）。新約聖書ではコドラントと表記される。クゥアドランスは共和政ローマ時代に当初から鋳造青銅貨として作られ、3つのペレット（硬貨表面の小さな突起）でウンキア（アス青銅貨の12分の1の価値の小額硬貨）3枚分であることを示していた。初期にはいくつかバリエーションがあったが、表面はヘールクレースの頭部、裏面はガレー船の船首が描かれているものが多い。ローマ以外のイタリア半島中央部の各都市でも同額の硬貨を鋳造していた。
紀元前90年ごろ以降、青銅貨の価値が下がったため造幣量が減り、クゥアドランスが最も小額の硬貨となった。その後アントニヌス・ピウス（紀元138年 - 161年）の時代まで散発的に造幣された。ローマ帝国期の他の硬貨とは異なり、クォドランスには滅多に皇帝の肖像が使われなかった。クゥアドランスには teruncius という別名もあり、「3ウンキア」を意味する。
ギリシア語でクゥアドランスに相当する単語として κοδράντης (kodrantes) がある。欽定訳聖書ではこれを farthing（かつてイギリスで発行されていた4分の1ペニーの小額硬貨）と訳していた。

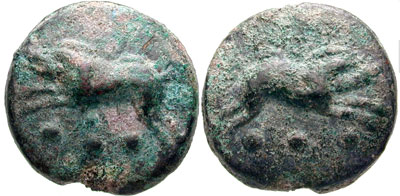
紀元前275年 - 紀元前270年ごろ
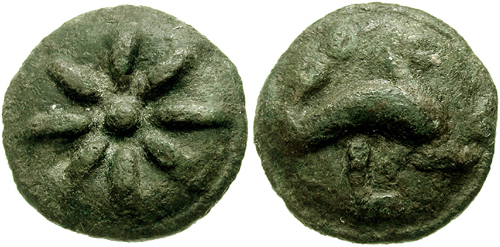
Teruncius（プッリャ州ルチェーラ、紀元前220年ごろ）
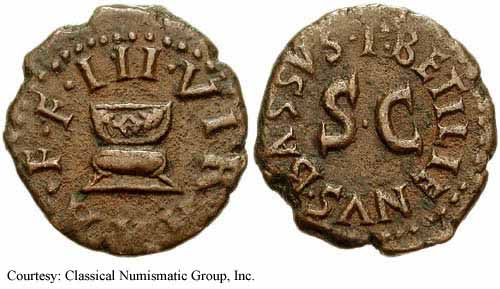
アウグストゥスのクゥアドランス
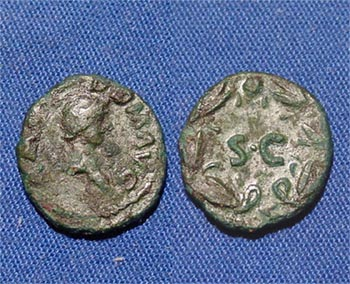
ドミティアヌスのクゥアドランス